# Slide It In
Slide It In — шестой студийный альбом группы Whitesnake, вышедший в 1984 году, по сертификации RIAA дважды платиновый (1992), поднявшийся до 40 места в Billboard 200 и до 9 места в британском чарте альбомов. Последний альбом группы с «классическим» логотипом Whitesnake на обложке.

## Об альбоме
Записи альбома предшествовали перемены в составе группы, не в последнюю очередь связанные с тем, что лидер группы Дэвид Ковердэйл, решил несколько изменить стиль группы, сделав его более коммерчески выгодным, с большим тяготением к хард-року.
Ещё во время записи предыдущего альбома Saints & Sinners из группы ушёл гитарист Берни Марсден, который был заменён на Мела Гэлли, который, впрочем, не записывал гитарные партии в альбоме, ограничившись участием в бэк-вокальных партиях. После записи альбома группу покинули барабанщик Иэн Пейс и басист Нил Маррей. Ковердэйл пригласил в группу барабанщика Кози Пауэлла, тот в свою очередь, привёл с собой басиста Колина Ходжкинсона. Неизменный гитарист группы Мики Муди был не в восторге от перемен, не без оснований полагая, что группа становится не той, что была раньше. Рассматривая вновь приглашённых участников, как безусловных профессионалов, он, тем не менее, полагал, что они не подходят группе, исходя из манеры их игры.
В 1983 году группа приступила к записи альбома. В октябре 1983 года Мики Муди, записав все партии в альбоме, окончательно покинул группу и был заменён гитаристом Thin Lizzy Джоном Сайксом.
В январе 1984 года альбом Slide It In вышел в Европе, и, несмотря на то, что имел успех в чартах, получил плохую критику, как в части звука («насыщенный плоским эхо»), так и в части двусмысленных текстов. Американская компания Geffen, которая имела права на выпуск альбома в Северной Америке, пришла к выводу, что альбом подлежит перезаписи.
При записи американского релиза, при помощи продюсера Кита Олсена, на первый план были выведены гитары и барабаны, за счёт более приглушённых баса и клавишных. Партия баса была полностью переписана вернувшимся Нилом Марреем, взамен уволенного Колина Ходжкинсона (Ковердэйл отметил, что последний не подходил по стилю). Джон Сайкс записал дополнительную гитарную партию, которая была наложена поверх уже имеющихся, став третьей, а также исполнил несколько соло. Кроме того, дополнительно были записаны несколько гитарных партий в исполнении Билла Куомо. Изменения последовали и собственно в записи: например в песне «Gambler» в большинстве убрано эхо от голоса Ковердэйла, а в песне «Slow An’ Easy», напротив, добавлено.
Альбом стал успешным и в США, чему способствовал тур, в котором Whitesnake выступала совместно с Quiet Riot, а затем с Dio. Тур проходил уже без Джона Лорда, покинувшего группу в апреле 1984 года.

## Список композиций
Все песни написаны Дэвидом Ковердэйлом и Мелом Гэлли, исключая отмеченные.
| №   | Название                                                | Автор(ы)             | Длительность |
| --- | ------------------------------------------------------- | -------------------- | ------------ |
| 1.  | «Gambler»                                               |                      | 3:57         |
| 2.  | «Slide It In»                                           | Ковердэйл            | 3:20         |
| 3.  | «Standing in the Shadow»                                | Ковердэйл            | 3:32         |
| 4.  | «Give Me More Time»                                     |                      | 3:41         |
| 5.  | «Love Ain’t No Stranger»                                |                      | 4:13         |
| 6.  | «Slow An’ Easy»                                         | Ковердэйл, Мики Муди | 6:09         |
| 7.  | «Spit It Out»                                           |                      | 4:11         |
| 8.  | «All or Nothing»                                        |                      | 3:34         |
| 9.  | «Hungry for Love»                                       | Ковердэйл            | 3:57         |
| 10. | «Guilty of Love»                                        | Ковердэйл            | 3:18         |
| 11. | «Need Your Love So Bad» (бонус-трек на японском релизе) | Джон Мертис          | 3:14         |

| №   | Название                 | Автор(ы)        | Длительность |
| --- | ------------------------ | --------------- | ------------ |
| 1.  | «Slide It In»            | Ковердэйл       | 3:20         |
| 2.  | «Slow an’ Easy»          | Ковердэйл, Муди | 6:08         |
| 3.  | «Love Ain’t No Stranger» |                 | 4:18         |
| 4.  | «All or Nothing»         |                 | 3:40         |
| 5.  | «Gambler»                |                 | 3:58         |
| 6.  | «Guilty of Love»         | Ковердэйл       | 3:24         |
| 7.  | «Hungry for Love»        | Ковердэйл       | 3:28         |
| 8.  | «Give Me More Time»      |                 | 3:42         |
| 9.  | «Spit It Out»            |                 | 4:26         |
| 10. | «Standing in the Shadow» | Ковердэйл       | 3:42         |

### DVD к 25-летию выпуска альбома
| №  | Название                                                         | Длительность |
| -- | ---------------------------------------------------------------- | ------------ |
| 1. | «Guilty of Love» (видео)                                         | 3:17         |
| 2. | «Slow An’ Easy» (видео)                                          | 4:16         |
| 3. | «Love Ain’t No Stranger» (видео)                                 | 4:33         |
| 4. | «Guilty of Love» (Live at Donnington 1983)                       | 4:18         |
| 5. | «Love Ain’t No Stranger» (Live: Starkers in Tokyo)               | 3:17         |
| 6. | «Give Me More Time» (с ТВ-шоу BBC Top of the Pops от 19.01.1984) | 3:37         |
| 7. | «Love Ain’t No Stranger» (Live... In the Still of the Night)     | 4:28         |

## Синглы
| Название               | Дата выпуска | Награды                                            |
| ---------------------- | ------------ | -------------------------------------------------- |
| Guilty of Love         |              | Британский чарт: 31                                |
| Standing in the Shadow |              | Британский чарт: 62                                |
| Give Me More Time      |              | Британский чарт: 29                                |
| Love Ain’t No Stranger |              | Британский чарт: 44 Биллборд Мейнстрим-рок чарт:34 |
| Slow An’ Easy (промо)  |              | Биллборд Мейнстрим-рок чарт:17                     |

## Участники записи
| - Дэвид Ковердэйл — вокал - Мел Гэлли — гитара, бэк-вокал - Мики Муди — гитара - Колин Ходжкинсон — бас-гитара - Джон Лорд — клавишные - Кози Пауэлл — ударные, перкуссия | - Дэвид Ковердэйл — вокал - Мел Гэлли — гитара, бэк-вокал - Джон Сайкс — гитара - Нил Маррей — бас-гитара - Джон Лорд — клавишные - Кози Пауэлл — ударные, перкуссия - Билл Куомо — дополнительные клавишные |